# Gervasio Gatti

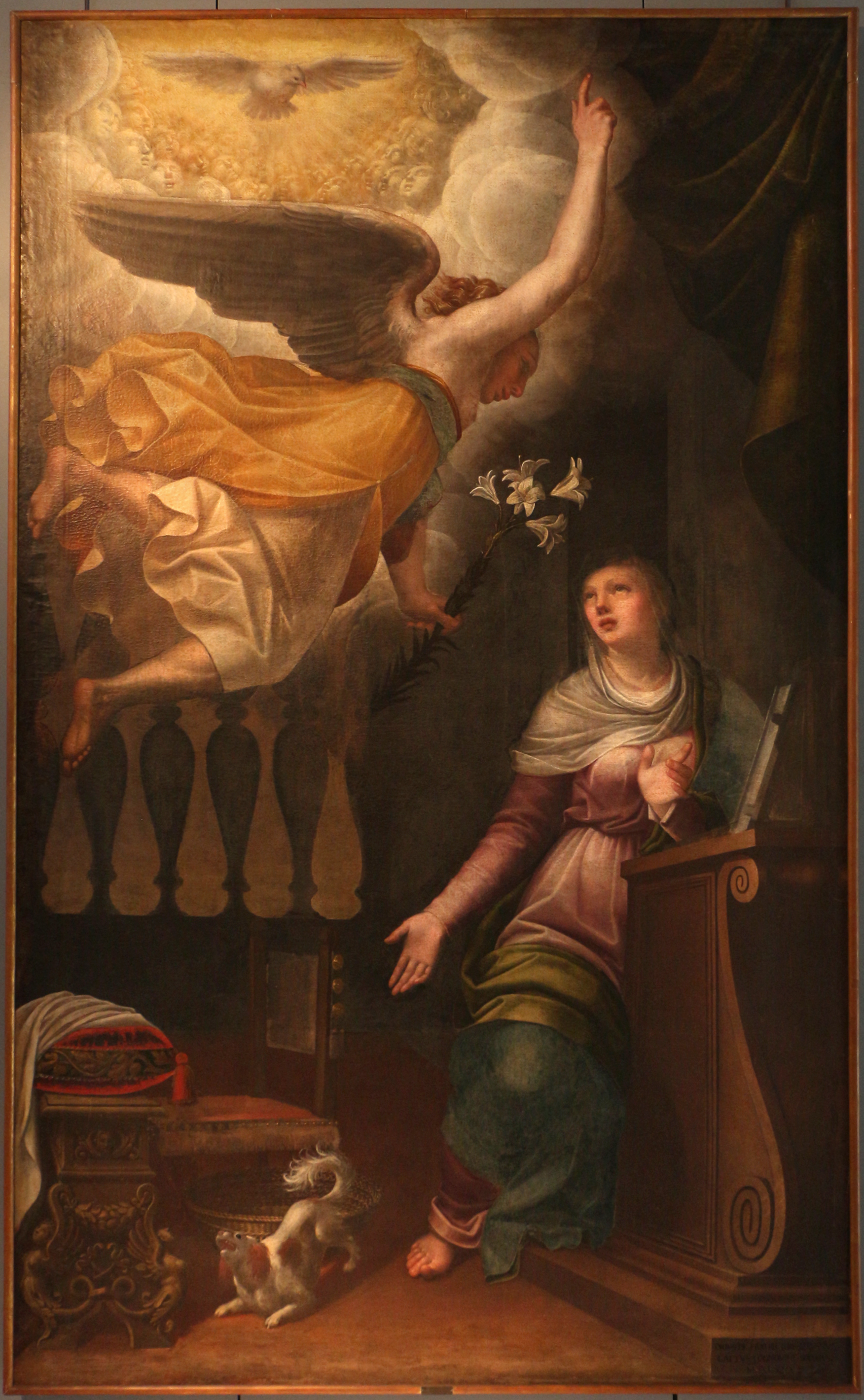
Anunciación, 1580, Cremona, Museo Civico Ala Ponzone

Gervasio Gatti (Cremona, Vercelli o Pavía, ca. 1550-1631) fue un pintor italiano, activo durante el último manierismo y el Barroco temprano.

## Biografía
Sobrino del más célebre Bernardino Gatti, se formó en el taller de este, con quien colaboró en la decoración de los salones de la Rocca en San Secondo Parmense. Estudió en Parma los trabajos de Correggio.

## Obras destacadas
- Martirio de San Esteban (Santa Agata, Cremona)
- San Sebastián (1578) (Sant'Agata, Cremona)
- Muerte de Santa Cecilia (San Pietro, Cremona)